# ببغاء بينوس
ببغاء بينوس (باللاتينية: Pionus) ، هو جنس من الطيور ينتمي إلى بستاكيداي (فصيلة: Psittacidae) .

## الأنواع
- ببغاء بينوس ذو الرأس الأزرق ، Pionus menstruus
- ببغاء بيونس احمر المنقار، Pionus sordidus
- ببغاء بينوس ماكسيميليان ، Pionus maximiliani
- ببغاء بيونس ابيض التاج ، Pionus senilis
- ببغاء بيونس برقوقى التاج ، Pionus tumultuosus
- ببغاء بيونس برونزي الجناحين، Pionus chalcopterus
- ببغاء بينوس معتم ، Pionus fuscus